# Двор монарха

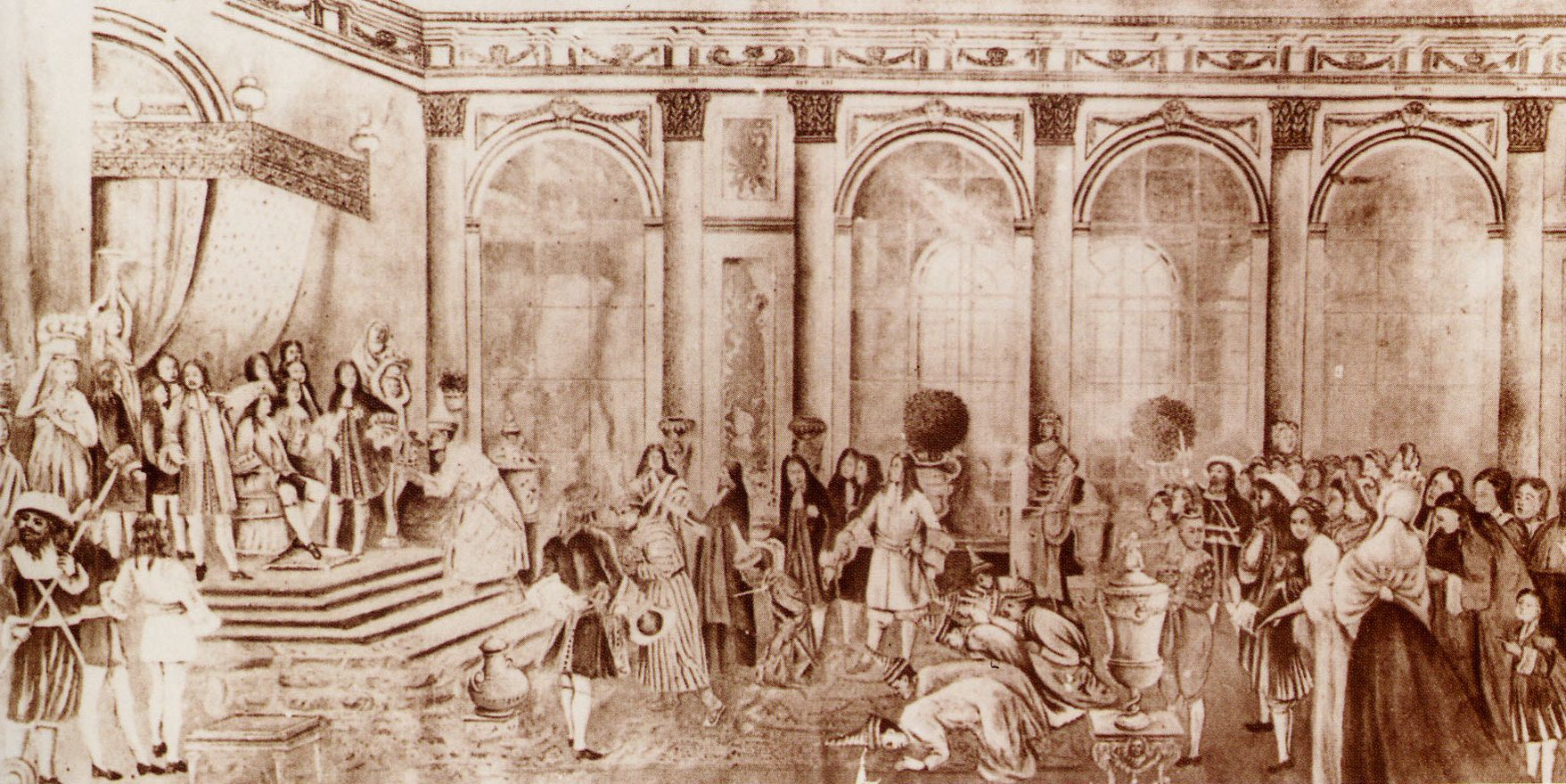
Приём сиамского посла при дворе Людовика XIV в Версале (1686)

Двор монарха (монарший или монархический двор) — первоначально круг лиц, которые обслуживали монарха и его семью в частной жизни и в его личном жилище (дворце). Штат лиц, служащих при дворе монарха, называется придворными.
Изначально придворные разделялись по исполняемым ими функциям, которые имели много общего между различными дворами. Например, при каждом дворе было лицо, заведующее конюшнями монарха: на Руси оно называлось конюшим, во Франции — коннетаблем, в Англии — констеблем, в Австрии — шталмейстером и т. д. Почти при каждом дворе был камерарий (камергер), которому правителем был доверен ключ к двери в его личные покои.
С усложнением структуры двора подобные должности (чины) закрепились в руках высшей знати и дворянства, которые выполняли не только придворные, но и государственные функции. Реально же монарху продолжали прислуживать служители из представителей низших сословий — лакеи, камердинеры, кучера и т. д.

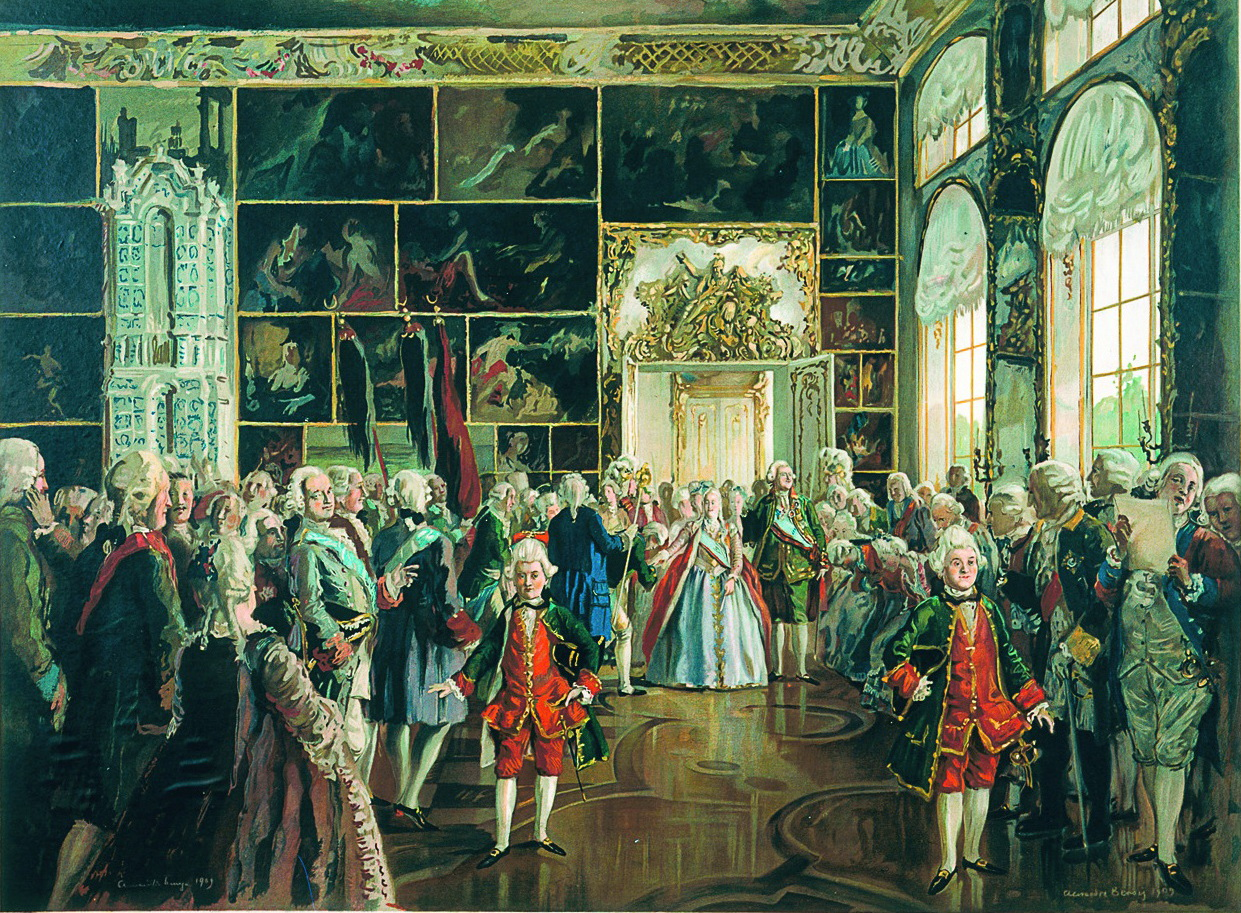
Облик Екатерины II кисти Бенуа

В сословной и особенно в абсолютной монархии суверен приобрёл совершенно исключительное положение, а его двор превратился в средоточие всей политической системы. При каждом дворе был скрупулёзно разработан собственный придворный церемониал (этикет), а придворные были расписаны по чинам и рангам.
Хозяйственным обеспечением жизни двора занималось придворное ведомство, или министерство двора (например, приказ Большого дворца в Московском царстве, министерство императорского двора в Российской империи).
У жён европейских монархов существовал, как правило, собственный двор, состоявший преимущественно из лиц женского пола (фрейлин и других придворных дам). В восточных монархиях женская половина двора сосредотачивалась в гареме (серале), за которым присматривали евнухи.
Начиная с XVII века образцом для большинства европейских дворов служил королевский двор Франции, который постоянно находился в Версале. Императорский двор Российской империи, пришедший в начале XVIII века на смену двору русских царей, проводил основную часть времени в Санкт-Петербурге и его пригородах.
Двор китайских императоров отличался исключительной многолюдностью и сложностью структуры; в одном только Запретном городе XVII века (не беря в расчёт других резиденций) было занято не менее 17 000 евнухов. Между внутренним двором (родственники императора и доверенные евнухи) и двором внешним (высокопоставленные царедворцы и чиновники) всегда существовали трения. Большим своеобразием отмечены и дворы правителей в теократиях (например, папский двор в Ватикане).
В долгоправящих монархиях государь нередко оказывался «пленником» собственного двора, который с юных лет формировал восприятие им окружающего мира (ситуация «ленивых королей» и майордомов). Так, многие китайские императоры, с детства проводя всё время в обществе евнухов (единственные лица мужского пола, с кем было дозволено общаться «сыну Неба»), доверяли им больше, чем кому бы то ни было, и с готовностью передавали в их руки важнейшие государственные функции.
Близкие родственники монарха в своих резиденциях часто держали «малый» двор, сокращённо воспроизводивший структуру столичного. Так, например, в царствование Елизаветы Петровны существовал «молодой двор» наследника престола Петра Фёдоровича и его жены Екатерины Алексеевны, который базировался на отдалении от столицы, в Ораниенбауме.

## Дворы по странам
- Сент-Джеймсский двор
- Императорский двор (Россия)
- Царский двор
- Королевский двор Франции